# Krönung (Pharao)
Unter der Krönung eines ägyptischen Königs (Pharao) verstanden die Ägypter die göttliche Bestätigung des zuvor designierten Nachfolgers. In den seltenen Fällen einer fehlenden Designation vom Vorgänger wurde ersatzweise das Urteil des Götterrates herangezogen. Die zugehörige Zeremonie unterlag in der ägyptischen Geschichte nur wenigen Veränderungen und war immer an einen besonderen Feiertag geknüpft, der mythologisch mit einem „Fest der Erneuerung“ in Verbindung stand. 

## Nachfolge und Thronbesteigung
Der Krönung ging zu Lebzeiten des amtierenden Königs die offizielle Erhebung des Nachfolgers voraus. Grundlage bildete der Ritus, dass nur leibliche Söhne als zukünftige Thronfolger öffentlich ausgerufen werden konnten. Ramses II. berichtete beispielsweise von seiner Designation:

„Wenn mein Vater vor dem Volk erschien, war ich das Kind auf seinem Schoß. Er sagte mich betreffend: Krönt ihn zum König, damit ich seine Schönheit sehe, solange ich lebe. Er ließ die Kämmerer rufen, die Krone auf meine Stirn zu setzen: Gebt ihm die Kronenschlange auf sein Haupt, auf dass er das Land erhalte, das Heer führe und über die Menschheit gebiete.“

Nach dem Tod des Königs folgte unter Berufung auf den Sonnengott am nächsten Morgen bei Sonnenaufgang die Thronbesteigung; auf Horus als Himmelsgottheit bis zur 4. Dynastie, danach bis zur Zweiten Zwischenzeit auf Re und schließlich ab dem Neuen Reich auf Amun-Re. Erst mit der Thronbesteigung waren die göttlich notwendigen Voraussetzungen für die spätere Krönung gegeben. In der Zeit zwischen Tod des alten Königs und Krönung des Nachfolgers fungierte der designierte Neukönig als Vertreter seines Vorgängers und übernahm dessen Regierungsaufgaben. Im ägyptischen Kalender galt die Übernahme des Throns jedoch nicht als offizielle Regierungsübernahme, weshalb erst gemeinsam mit der symbolischen Vereinigung von Ober- und Unterägypten der eigentliche Krönungstag als wiederkehrender jährlicher Festakt gefeiert wurde.
Mit dem Ende der siebzigtägig andauernden Mumifizierung  begann der letzte Abschnitt vor der Krönung. Der designierte Nachfolger richtete die Begräbnisfeier seines Vorgängers zum nächstfolgenden Festtag aus; im Neuen Reich öfter am zweiten Mondmonatstag. Nur durch den für den Vorgänger vollzogenen Himmelsaufstieg konnte der Nachfolger die Vereidigung durch die Gottheiten erlangen.

## Krönungszeremonie

### Nachtzeremonie
In der Nachtzeremonie, beispielsweise am ersten Mondmonatstag, wurde der designierte König im Allerheiligsten auf ein Bett gelegt. Dann wurden ihm vier hölzerne Siegel unter den Kopf gelegt. Er befand sich zu diesem Zeitpunkt schon in einem fortgeschrittenen Zustand der Betäubung, der seinen Tod symbolisieren sollte.
Jetzt schlossen sich die Erweckung des Toten und die rituelle Enthauptung von Pflanzen an, die die bösen Mächte bannen sollte. Im Lebenshaus brachten die Priester dem designierten König abschließend neun verschiedene Vögel dar. Die Schwingen eines Falken und danach die eines Geiers wurden ihm um die Wangen gelegt. 

### Tageszeremonie

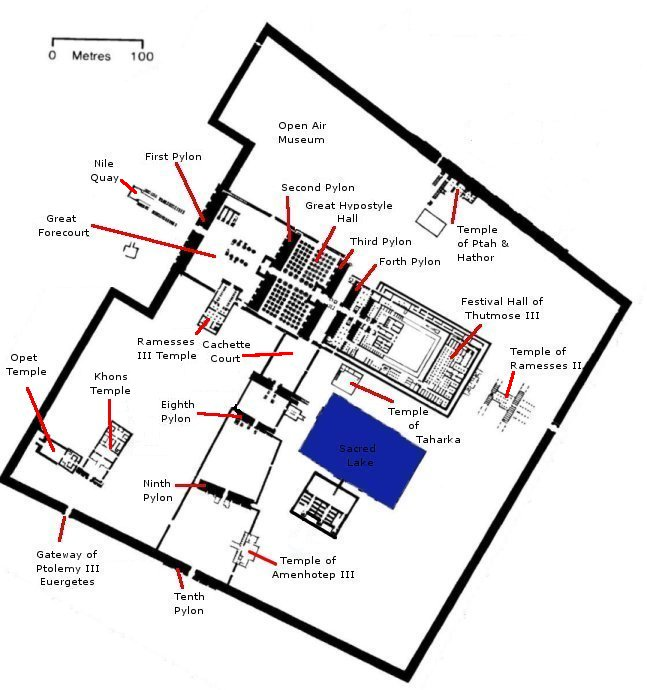
Karnak-Tempelkomplex

Am Morgen zog der zukünftige König zum Ritualpalast, der sich in der Nähe des Amun-Re-Tempels befand und wartete auf den Prozessionszug, der sich zum Zeitpunkt des Sonnenaufgangs von dort in Bewegung setzte. Nach Ankunft am großen Doppeltor des Ritualpalastes zog das Prozessionsgeleit zum gegenüberliegenden westlichen Doppeltor. Der designierte König trat kurze Zeit später aus dem Ritualpalast heraus und warf sich rituell vor der Amun-Statue nieder, die von der Priesterschaft auf einer Sänfte vor den Eingang getragen wurde.
Nachdem die Priesterschaft den designierten König auf die Sänfte vor die Amun-Statue postierte, ging es zum Maat-Tempel mit dem angrenzenden Iaru-See weiter, um die symbolische Reinigung vorzunehmen. Anschließend kehrte die Festgemeinschaft in den Amun-Re-Tempel zurück, wo nun die neunfache Salbung zum König folgte und ihm vom Zeremonienmeister im Allerheiligsten das göttliche Ornat nebst den zwei Zeptern Anch und Was, die weißen Ledersandalen und der Stab der fremden Länder verliehen wurde.
Nach der vollzogenen Einkleidung setzte sich der neue König auf den Blockthron, um abwechselnd die weiße Krone des Südens, die rote Krone des Nordens sowie die Doppelkrone aufzusetzen, die die Vereinigung der beiden Länder Ober- und Unterägypten symbolisierte. Für den weiteren Fortgang der Prozession trug der neue König die straußenfederne Chepreschkrone und begab sich in das nahe gelegene Barkenheiligtum des Gottesschattens, um seinen persönlichen Thronnamen verkündet zu bekommen. Es schlossen sich bei gleichzeitiger Übergabe des Nemes-Kopftuches die weiteren Nennungen seiner anderen Titulaturen an: Horusname, Nebtiname und Goldname.
Zur Begehung des letzten Abschnitts des Krönungsfestes führte die Priesterschaft den König wieder zum großen Doppeltor des Ritualpalastes und danach in das Allerheiligste. Nach der dort abschließenden erneuten Salbung beendete ein Priester die Krönung mit dem aus Harzbrot gebackenen Hieroglyphensymbol der Macht, das dem König in die Handfläche gelegt wurde und das er dann verzehrte.
Mit dem Opfer der sieben tiergestaltigen Götterbilder aus dem Lebenshaus, die aus Ton geformt waren, endete das Krönungsritual. Nun konnte der neue König seinen goldbeschlagenen Wagen besteigen und sich in einem großen Umzug seinem jubelnden Volk zeigen.